# María Paz García del Valle
María Paz García del Valle (San Esteban de Gormaz (Soria) 1908–1959) es una de las pioneras españolas en el campo de las ciencias, y en concreto en la química.

## Trayectoria
Nació en San Esteban de Gormaz, siendo sus padres Isaac García Alonso y Filomena Del Valle Vidal. De su formación, queda el dato de que recibió instrucción de su madre. Ella había estudiado en la Escuela Normal de Navarra aunque ejerció pocos años.
Sus estudios primarios fueron en el colegio San José de Cluny, en Madrid, y el Bachillerato lo estudió en el Instituto-Escuela. Residió en la Residencia de Señoritas, dirigida por María de Maeztu, desde 1919 hasta 1925.
Se benefició de la relación que, en el primer tercio del siglo XX, se estableció entre las universitarias norteamericanas y españolas; en particular, la que se estableció entre la Junta para Ampliación de Estudios e Investigaciones Científicas (JAE) y el Instituto Internacional. Esta relación tuvo como primera consecuencia la mejora en la formación científica de un grupo de mujeres españolas, a través intercambios de estudiantes y profesoras, y por el establecimiento de una línea de becas para las jóvenes graduadas.
Estuvo trabajando, junto con otras 35 mujeres científicas españolas, en el Instituto Nacional de Física y Química (INFQ), que se conoce como el Rockefeller, nombre que se dio al edificio donde se estableció la sede del Instituto, ya que al construirse y equiparse, durante los años 30, se contó con la financiación de la Fundación Rockefeller.
Su participación en el proyecto Rockefeller acabó con el comienzo en 1936 de la guerra civil española. El Instituto, que tenía las líneas de investigación más prometedoras en el campo de las ciencias experimentales de España en ese momento,  estaba organizado en seis secciones, y María Paz pertenecía a la Sección de Espectroscopia, que estaba dirigida por Miguel Antonio Catalán Sañudo, junto a Dorotea Barnés González, Rosa Bernís Madrazo, Josefina González Aguado, Pilar de Madariaga Rojo, Pilar Martínez Sancho y Carmen Mayoral Girauta.
García del Valle fue una de las ocho primeras mujeres científicas españolas pensionadas, para ampliar estudios en el extranjero y además una de las tres que más tarde serían profesoras aspirantes del Instituto-Escuela, junto a Pilar de Madariaga Rojo y Felisa Martín Bravo.
Al entrar en el Rockefeller la tarea principal del curso 1930-31 fue montar el laboratorio. Ella se dedicó a la realización de trabajo bibliográfico, reuniendo la bibliografía y ordenándola por autores y materias. También colaboró con Catalán para reunir materiales para la publicación de su estudio sobre los “multipletes”.
En el año 1932, García del Valle obtuvo la pensión de la JAE para ir a ampliar estudios de espectroscopia en Harvard (Radcliffe). Según aparece en las “Memorias de la JAE” del curso 1933-34, la investigación de María Paz se centró en preparar una red de difracción en el vacío con la lámpara, también en el vacío.
En 1934 participó en las actividades desarrolladas en torno a la Cátedra Conde de Cartagena junto al profesor Catalán.
Tras la guerra civil dejó su trabajo y se casó con el arquitecto Arturo Roldán Palomo abandonando sus investigaciones. Murió en 1959 en Madrid.